# Vedpanna

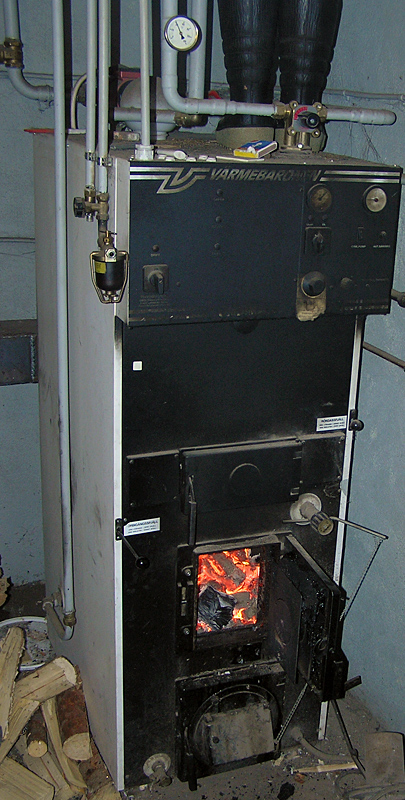
Vedpanna

En vedpanna är en värmepanna som i första hand eldas med ved. 
En modern vedpanna har en verkningsgrad på över 80 % om den installeras på ett korrekt sätt och kopplas samman med en stor välisolerad ackumulatortank. Detta innebär att över 80 % av vedens effektiva värmevärde kan överföras till vattenburen värme.

## Teknisk princip för en modern vedpanna
Förbränningen sker i två steg
- Först förbränns veden i vedkammaren tillsammans med syre och bildar koldioxid och vatten men även en stor mängd kolväten (bl.a. tjära) och kolmonoxid, denna blandning ämnen brukar benämnas rökgaser. Rökgasernas temperatur uppgår efter denna förbränning till ca 600 grader C. Tjära börjar inte förbrännas förrän vid ca 800 grader C.
- Rökgaserna leds sedan in i en förbränningskammare. Där tillförs mer syre och rökgaserna förbränns vid 1000-1100 grader C tills nästan bara koldioxid och vatten återstår. För att kunna uppnå den höga temperaturen måste förbränningskammaren vara isolerad för att inte kylas av omgivningen (som typiskt är vattenkyld). Isoleringen måste vara värmetålig och därför används ofta keramik för detta ändamål.

Värmeöverföring till vatten, konvektion
- När förbränningen är klar leds gaserna vidare genom pannans konvektionsdel. Den består av en långsmal kanal genom en vattenmantel där värmen överförs från gaserna till vattnet. När vattnet är varmt pumpas det ut till toppen av ackumulatortanken och ersätts av kallt vatten från tankens botten. När gasen passerat genom konvektionsdelen har den kylts till 150-250 grader C och leds vidare ut i skorstenen.

Med eller utan fläkt
- För att vedpannan ska fungera måste det finnas något som driver gasen genom pannan ut genom skorstenen. Detta fungerar av sig själv tack vare tryck och temperaturskillnaden som uppkommer mellan pannan och omgivningen utanför skorstenen. Dock kan inte skillnaden bli för liten, när temperaturen blir så låg som ned mot 200 grader är det svårt att få självdraget att komma igång av sig själv. För att kunna kyla gaserna ännu mer och ändå få ett tillräckligt drag genom pannan kan man använda en fläkt, en tryckande fläkt på pannan eller en sugande på skorstenen. Då kan man sänka temperaturen ned mot 150 grader och därmed öka pannans verkningsgrad några %-enheter. Nackdelen med fläkt är att pannan förbrukar el och att den inte fungerar vid strömavbrott.

## Äldre vedpannor och eldningsteknik
Innan man började att elda mot ackumulatortank fördes värmen från pannan ut direkt i husets värmedistributionssystem, typiskt ett antal seriekopplade radiatorer. Denna metod krävde en kontinuerlig energitillförsel med låg effekt vilket ved inte är speciellt väl anpassat till. Man löste detta genom att begränsa lufttillförseln till eldstaden eller genom att elda med surved (ved med hög fukthalt). Dessa metoder ger en långsam förbränning på låg effekt men också tyvärr en väldigt ineffektiv förbränning med verkningsgrad på 10-20 procent samt mycket förorenade avgaser med höga halter kolväten, sot och kolmonoxid vilka är både miljöfarliga och nedsmutsande. Även då man eldar mot accumulatortank men med en panna utan isolerad förbränningskammare blir utsläppen smutsiga då man inte kommer upp i 800 grader som är tjärans förbränningstemperatur.
Vedeldningens i vissa sammanhang dåliga rykte beror på dessa äldre smutsiga förbränningstekniker som idag är på väg att fasas ut.

## Miljömärkning av vedpannor
Sveriges Tekniska Forskningsinstitut miljögodkänner idag vedpannor som klarar specificerade gränsvärden för utsläpp av kolväten, partiklar och kväveoxider.

## Sotning av skorsten vid användning av modern vedpanna
Då en modern vedpanna bara släpper ut en bråkdel sot och tjära jämfört med sina föregångare behöver en modern vedpanna sotas betydligt mer sällan jämfört med vad som är nödvändigt för vedpannor av äldre typ.